# 板野町立板野南小学校
板野町立板野南小学校（いたのちょうりつ いたのみなみしょうがっこう）は、徳島県板野郡板野町下庄字栖養にある公立小学校。

## 校訓
- 敬愛
- 進取
- 公正

## 関連学校

### 進学先中学校
- 板野町立板野中学校

### 進学先中学校が共通する小学校
- 板野町立板野西小学校
- 板野町立板野東小学校

## 通学区域が隣接している学校
- 板野町立板野東小学校
- 板野町立板野西小学校
- 上板町立東光小学校
- 上板町立高志小学校
- 藍住町立藍住南小学校
- 藍住町立藍住西小学校